# Uncle Tom's Cabin (singolo)
Uncle Tom's Cabin è un singolo del gruppo musicale statunitense Warrant, il terzo estratto dal loro secondo album in studio Cherry Pie nel 1991.
Il brano raggiunse il settantottesimo posto della Billboard Hot 100 e la diciannovesima posizione della Mainstream Rock Songs.

## Il brano
La canzone, che doveva originariamente dare il titolo all'album, prende il proprio nome dal romanzo La capanna dello zio Tom di Harriet Beecher Stowe. Il testo ha per protagonista un testimone informato sulla verità di un duplice omicidio ("I know a secret down/at Uncle Tom's Cabin/I know a secret/that I just can’t tell" - "conosco un segreto giù/alla capanna dello zio Tom/conosco un segreto/che non posso rivelare").

## Tracce
1. Uncle Tom's Cabin (radio edit) – 3:27
2. Sure Feels Good to Me – 2:38

## Classifiche
| Classifica (1991)             | Posizione massima |
| ----------------------------- | ----------------- |
| Australia                     | 85                |
| Stati Uniti                   | 78                |
| Stati Uniti (mainstream rock) | 19                |